# شرکت پیمانکاران تلفیقی
شرکت پیمانکاران تلفیقی (عربی: شركة اتحاد المقاولين) شرکت مهندسی نفت لبنانی یونانی است، که در سال ۱۹۵۲ توسط حسیب صباغ تأسیس شد.